# Atauro

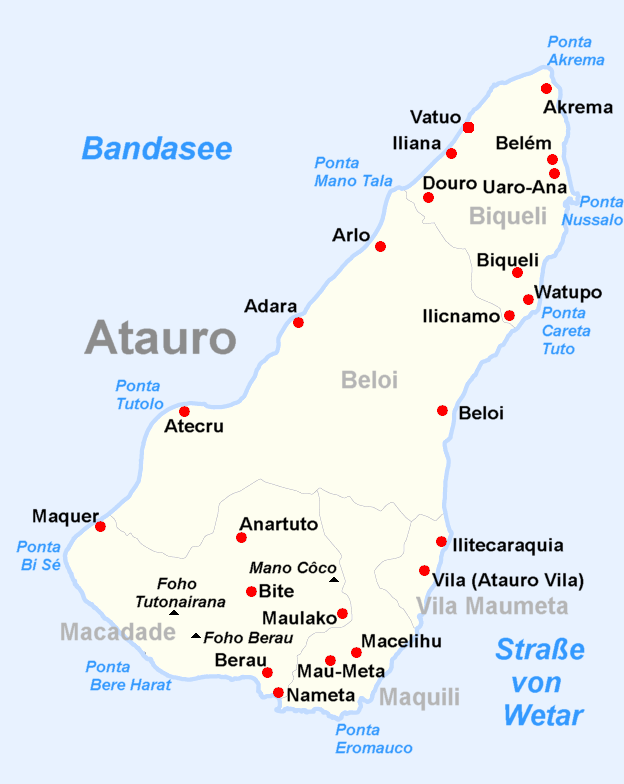
Atauro

Atauro (również: Atauru, Pulau Atauro, Ataúro) – niewielka wyspa leżąca 25 km na północ od Dili w Timorze Wschodnim, w nieaktywnej wulkanicznie części archipelagu Wetar, między indonezyjskimi wyspami Alor i Wetar. Administracyjnie jest częścią dystryktu Dili.
Wyspa ma 25 km długości i 9 km szerokości (105 km²), a zamieszkuje ją około 8 tys. osób.

## Nazwa
Atauro w lokalnym języku oznacza „koza”, stąd też indonezyjska nazwa Pulau Kambing – „kozia wyspa” (kambing to koza w języku indonezyjskim). Nazwa pochodzi od dużego stada kóz, hodowanych na wyspie.

## Geografia
Wyspa dzieli się na 5 dystryktów, z których każdy podlega innej wsi: 
Bikeli i Beloi na północy, Macadade (dawniej Anartutu) na południowym zachodzie, oraz Makili i Vila (dawniej Maumeta) na południowym wschodzie. Największą miejscowością jest Vila. Inne większe miejscowości: Pala, Uaroana, Arlo, Adara i Berau. Jedyna droga asfaltowa łączy miejscowości Vila i Pala, posiada ona odgałęzienia – ścieżki prowadzące do innych wsi na wyspie. Wyspa posiada lądowisko dla niewielkich samolotów.
Największym wzniesieniem jest Mt. Manucoco, 995 m n.p.m. Głębokość w cieśninie między Atauro a Timorem sięga 3500 m.
Na Atauro występują niedobory wody pitnej, szczególnie w porze suchej. Portugalia zamierza wspomóc projekt poprawy zaopatrzenia mieszkańców wyspy w bieżącą wodę pitną.
Klimat wyspy typowy dla jej położenia ma dwie pory: suchą i deszczową. Roślinność to lasy deszczowe, eukaliptusy, mocno już przetrzebione od czasu portugalskiego osadnictwa w XVI w. 
Wyspa ma połączenie promowe z Dili, podróż taka trwa około 2 godzin. Innym sposobem jest skorzystanie z łodzi rybackich. Wyspa jest również regionem turystycznym, z powodu otaczających ją raf koralowych atrakcyjnym dla zwolenników nurkowania.

## Kultura
Atauro różni się pod względem kulturowym od innych części Timoru Wschodniego, gdyż większość mieszkańców stanowią protestanci. Akcję ewangelizacyjną na początku XX w. prowadzili tu holenderscy kalwini z pobliskiego Alor. Miejscowa ludność używa trzech dialektów języka wetarskiego, będących w użyciu także w Indonezji, na wyspach Wetar i Liran.

## Historia
Atauro została skolonizowana wraz z Timorem Wschodnim przez Portugalię w XVI w. Pierwotnie osadzano na niej więźniów, w późniejszym okresie także osadników.
W czasach, gdy Timor Wschodni był kolonią portugalską, Atauro było częścią prowincji Dili. Po uzyskaniu niepodległości przez Timor Wschodni rozważano możliwość utworzenia osobnego dystryktu Atauro, posiadającego autonomię. Propozycja ta nie została jednak przyjęta.
Po opuszczeniu Timoru Wschodniego przez Portugalczyków w 1975 roku, wyspa należała do Indonezji. Przeszła pod władzę niepodległego Timoru Wschodniego 20 maja 2002 roku.